# كليفلاند إم. بيلي
كليفلاند إم. بيلي هو مدير مدرسة وسياسي أمريكي، ولد في 15 يوليو 1886 في سانت ماريز في الولايات المتحدة، وتوفي في 13 يوليو 1965 في تشارلستون في الولايات المتحدة. نشط حزبياً في الحزب الديمقراطي. وقد انتخب مندوب ‏ ( – 1932) وانتخب عضو مجلس النواب الأمريكي.